# 南巴靈頓 (伊利諾伊州)
南巴靈頓（英語：South Barrington）是位於美國伊利諾伊州庫克縣的一個村落。

## 地理
南巴靈頓的座標為42°05′03″N 88°09′17″W / 42.08417°N 88.15472°W，而該地最高點為海拔高度259米（即850英尺）。

## 人口
根據2010年美國人口普查的數據，南巴靈頓的面積為19.88平方千米，當中陸地面積為19.15平方千米，而水域面積為0.73平方千米。當地共有人口4565人，而人口密度為每平方千米229人。